# Redingtonita
La redingtonita és un mineral de la classe dels sulfats, que pertany al grup de l'halotriquita. Rep el seu nom de la mina de mercuri Redington, a Califòrnia (Estats Units), on va ser descoberta.

## Característiques
La redingtonita és un sulfat de fórmula química Fe²⁺Cr₂(SO₄)₄(H₂O)₁₇·5H₂O. Cristal·litza en el sistema monoclínic, i acostuma a trobar-se de manera massiva, amb una fina estructura fibrosa paral·lela. La seva duresa a l'escala de Mohs és 2.
Segons la classificació de Nickel-Strunz, la redingtonita pertany a «07.CB: Sulfats (selenats, etc.) sense anions addicionals, amb H₂O, amb cations de mida mitjana» juntament amb els següents minerals: dwornikita, gunningita, kieserita, poitevinita, szmikita, szomolnokita, cobaltkieserita, sanderita, bonattita, aplowita, boyleïta, ilesita, rozenita, starkeyita, drobecita, cranswickita, calcantita, jôkokuïta, pentahidrita, sideròtil, bianchita, chvaleticeïta, ferrohexahidrita, hexahidrita, moorhouseïta, niquelhexahidrita, retgersita, bieberita, boothita, mal·lardita, melanterita, zincmelanterita, alpersita, epsomita, goslarita, morenosita, alunògen, metaalunògen, aluminocoquimbita, coquimbita, paracoquimbita, romboclasa, kornelita, quenstedtita, lausenita, lishizhenita, römerita, ransomita, apjohnita, bilinita, dietrichita, halotriquita, pickeringita, wupatkiïta i meridianiïta.

## Formació i jaciments
Va ser descoberta a la mina de mercuri Redington, situada a la localitat de Knoxville, al comtat de Napa, a Califòrnia (Estats Units). També ha estat descrita al llac Alexandrina, a Murray Riverlands (Austràlia Meridional). Es tracta dels dos únics indrets a on ha estat trobada aquesta espècie mineral.